# أوديس داغولو
أوديس داغولو لاعب كرة قدم من جمهورية أفريقيا الوسطى، لعب سابقاً في نادي الوحدة السعودي كلاعب وسط.

## روابط خارجية
- أوديس داغولو على موقع الاتحاد الدولي (مؤرشف)  (الإنجليزية)
- أوديس داغولو على موقع قاعدة بيانات كرة القدم.إي يو (الإنجليزية)
- أوديس داغولو على موقع ناشيونال فوتبول تيمز (الإنجليزية)
- أوديس داغولو على موقع Soccerway.com (الإنجليزية)
- أوديس داغولو على موقع عالم كرة القدم.نت (الإنجليزية)